# 미나미우오누마시
미나미우오누마시(일본어: 南魚沼市)는 일본 니가타현 주에쓰 지방에 있는 시이다. 미나미우오누마군 가운데 무이카정과 야마토정 등 2개 정이 합병해서 탄생한 도시이며 이후 시오자와정도 편입되었다.

## 지리
소설 《설국》(雪国)의 배경이 된 지역으로 니가타현 산지의 계곡에 위치해 겨울에 많은 눈이 온다. 도시는 북쪽으로 우오누마시와 에치조산잔 산맥, 남쪽으로 인기 있는 스키 리조트 마을인 유자와정과 접한다. 우오노강이 시역의 대부분을 통과한다. 도시와 주변 지역에는 많은 온천들이 점재하고 8개의 스키장이 있어 겨울에 인기 있는 관광지이다. 또한 많은 논이 있으며 수박과 같은 계절 작물과 쌀이 생산된다.

## 인접하는 자치체
- 우오누마시
- 도카마치시
- 미나미우오누마군 유자와정
- 군마현 도네군 미나카미정

## 역사
- 2004년 11월 1일 - 미나미우오누마군 무이카정과 야마토정이 합병해 미나미우오누마시가 성립하였다.
- 2005년 10월 1일 - 미나미우오누마군 시오자와정을 편입하였다.

## 교통

### 철도
- 동일본 여객철도
  - 조에쓰 신칸센
  - 조에쓰선

- 호쿠에쓰 급행
  - 호쿠호쿠선

### 도로
- 간에쓰 자동차도
- 국도 제17호선
- 국도 제253호선(일본어판)
- 국도 제291호선
- 국도 제353호선

## 인구
| 연도 | 인구   | ±%     |
| ---- | ------ | ------ |
| 1920 | 51,366 | —      |
| 1930 | 56,414 | +9.8%  |
| 1940 | 59,970 | +6.3%  |
| 1950 | 72,360 | +20.7% |
| 1960 | 68,650 | −5.1%  |
| 1970 | 61,995 | −9.7%  |
| 1980 | 62,830 | +1.3%  |
| 1990 | 65,566 | +4.4%  |
| 2000 | 65,492 | −0.1%  |
| 2010 | 61,624 | −5.9%  |
| 2020 | 54,851 | −11.0% |

|                                                      | |
| 미나미우오누마시의 전국의 연령별 인구 분포（2005년） | 미나미우오누마시의 연령·남녀별 인구 분포（2005년）                                                                        |
| ■자주색 ― 미나미우오누마시 ■녹색 ― 일본전국          | ■파랑색 ― 남자 ■빨간색 ― 여자                                                                                             |
| · 미나미우오누마시（에 해당되는 지역）의 인구추이    | |
| 일본 총무성 통계국 국세조사 결과                     | |
|                                                      | 이 그래프는 더 이상 지원되지 않는 레거시 그래프 확장 기능을 사용하고 있습니다. 새로운 차트 확장 기능으로 변환해야 합니다. |